# Associazione Calcio Campobasso 2001-2002
Questa pagina raccoglie le informazioni riguardanti l'Associazione Calcio Campobasso nelle competizioni ufficiali della stagione 2001-2002.

## Rosa
| N. |                       | Ruolo | Calciatore                |
| -- | --------------------- | ----- | ------------------------- |
|    | Italia (bandiera)     | P     | Stefano Ambrosi           |
|    | Italia (bandiera)     | P     | Andrea Foresti            |
|    | Jugoslavia (bandiera) | D     | Zoran Antić               |
|    | Italia (bandiera)     | C     | Onofrio Barone            |
|    | Italia (bandiera)     | C     | Daniele Bonetti           |
|    | Italia (bandiera)     | C     | Pietro Castaldi           |
|    | Italia (bandiera)     | C     | Angelo Cimadomo           |
|    | Italia (bandiera)     | D     | Antonino Cinolauro        |
|    | Italia (bandiera)     | C     | Antonio Corradino         |
|    | Italia (bandiera)     | A     | Vincenzo Cosa             |
|    | Italia (bandiera)     | C     | Claudio D'Alessandro      |
|    | Italia (bandiera)     | P     | Simone Deliperi           |
|    | Italia (bandiera)     | D     | Christian De Simone       |
|    | Italia (bandiera)     | C     | Alessio Galantucci        |
|    | Italia (bandiera)     | A     | Mario La Cava             |
|    | Italia (bandiera)     | D     | Pasquale Logiudice        |
|    | Italia (bandiera)     | A     | Vincenzo Maiolo           |
|    | Italia (bandiera)     | C     | Gaetano Manco             |
|    | Italia (bandiera)     | C     | Giorgio Marinucci Palermo |
|    | Italia (bandiera)     | C     | Claudio Mastrapasqua      |

| N. |                   | Ruolo | Calciatore           |
| -- | ----------------- | ----- | -------------------- |
|    | Italia (bandiera) | D     | Davide Migliozzi     |
|    | Italia (bandiera) | D     | Andrea Milani        |
|    | Italia (bandiera) | D     | Antonio Minadeo      |
|    | Italia (bandiera) | D     | Vincenzo Moretti     |
|    | Italia (bandiera) | D     | Giuseppe Occhipinti  |
|    | Italia (bandiera) | D     | Roberto Palumbo      |
|    | Italia (bandiera) | C     | Luca Perrotta        |
|    | Italia (bandiera) | D     | Walter Piccioni      |
|    | Italia (bandiera) | C     | Gianluca Procopio    |
|    | Italia (bandiera) | A     | Matteo Righi         |
|    | Italia (bandiera) | D     | Fabio Rossi          |
|    | Italia (bandiera) | P     | Mauro Rossodivita    |
|    | Italia (bandiera) |       | Fabrizio Marone      |
|    | Italia (bandiera) | C     | Davide Scozzafava    |
|    | Italia (bandiera) | A     | Salvatore Sibilli    |
|    | Italia (bandiera) | C     | Luciano Stazi        |
|    | Italia (bandiera) | A     | Michele Tarallo      |
|    | Italia (bandiera) | A     | Massimiliano Vadacca |
|    | Italia (bandiera) | A     | Mirko Ventura        |
|    | Spagna (bandiera) | A     | Alejandro Villanueva |

## Risultati

### Serie C2

#### Girone d'andata
| Arbitro: | Torella (Roma) |

|                    |           |  |
| Vadacca 26’ (rig.) | Marcatori |  |

| Arbitro: | Zambon (Padova) |

|                            |           |  |
| Calvaresi 26’ Musumeci 49’ | Marcatori |  |

| Arbitro: | Rocchi (Firenze) |

|                 |           |  |
| Corradino 90+1’ | Marcatori |  |

| Arbitro: | Banti (Livorno) |

|                                 |           |              |
| Ferullo 4’ Ria 45’ Astarita 56’ | Marcatori | 55’ Cimadomo |

| Arbitro: | Ciampi (Roma) |

|             |           |           |
| Moretti 79’ | Marcatori | 89’ Wangu |

| Arbitro: | Cenni (Imola) |

|              |           |             |
| Marcatti 47’ | Marcatori | 61’ Tarallo |

| Arbitro: | Cigalotti (Milano) |

|             |           |                 |
| Moretti 47’ | Marcatori | 45+3’ Cavaliere |

| Arbitro: | Girardi (San Donà di Piave) |

|                                    |           |             |
| Pazienza 11’ Carannante 41’ (rig.) | Marcatori | 55’ Moretti |

| Arbitro: | Valensin (Milano) |

|           |           |  |
| Gatti 36’ | Marcatori |  |

| Arbitro: | Zanzi (Lugo di Romagna) |

|  |           |                            |
|  | Marcatori | 68’ Battistini 83’ Stefani |

| Arbitro: | Giammillaro (Messina) |

|            |           |             |
| Corona 94’ | Marcatori | 76’ Vadacca |

| Arbitro: | Bernardoni (Modena) |

|  |           |              |
|  | Marcatori | 55’ Esposito |

| Arbitro: | Niccolai (Livorno) |

|                |           |  |
| Novembrino 86’ | Marcatori |  |

| Arbitro: | Lops (Torino) |

|                       |           |  |
| Vadacca 10’ Manco 62’ | Marcatori |  |

| Arbitro: | Siragusa (Acireale) |

|           |           |  |
| Morfù 40’ | Marcatori |  |

| Arbitro: | Rubino (Salerno) |

|                                          |           |  |
| Manco 12’, 35’ Barone 15’ Galantucci 66’ | Marcatori |  |

| Arbitro: | Nappi (Napoli) |

|                |           |  |
| Ambrogioni 11’ | Marcatori |  |

#### Girone di ritorno
| Arbitro: | Padovan (Conegliano) |

|                            |           |                |
| Caserta 70’ La Spada 90+4’ | Marcatori | 15’ Galantucci |

| Arbitro: | Crugliano (Crotone) |

|                    |           |                          |
| Moretti 77’ (rig.) | Marcatori | 49’ Calvaresi 78’ Pagana |

| Arbitro: | Marelli (Como) |

|               |           |                     |
| Di Matteo 79’ | Marcatori | 90+3’ (aut.) Toledo |

| Campobasso 27 gennaio 2002 21ª giornata | Campobasso     | 0 – 0 referto | Palmese | Stadio Nuovo Romagnoli\| Arbitro: \| Marti (Modena) \| |
| Arbitro:                                | Marti (Modena) |               |         |                                                        |

| Fasano 3 febbraio 2002 22ª giornata | Fasano             | 0 – 0 referto | Campobasso | Stadio Vito Curlo\| Arbitro: \| Rodomonti (Teramo) \| |
| Arbitro:                            | Rodomonti (Teramo) |               |            |                                                       |

| Campobasso 10 febbraio 2002 23ª giornata | Campobasso       | 0 – 0 referto | Cavese | Stadio Nuovo Romagnoli\| Arbitro: \| Di Renzo (Ostia) \| |
| Arbitro:                                 | Di Renzo (Ostia) |               |        |                                                          |

| Nardò 17 febbraio 2002 24ª giornata | Nardò               | 0 – 0 referto | Campobasso | Stadio Granata\| Arbitro: \| Angrisani (Salerno) \| |
| Arbitro:                            | Angrisani (Salerno) |               |            |                                                     |

| Arbitro: | Mariuzzo (Venezia) |

|  |           |              |
|  | Marcatori | 56’ Pazienza |

| Arbitro: | Giordano (Caltanissetta) |

|  |           |               |
|  | Marcatori | 25’ Abruzzese |

| Arbitro: | Masin (Cervignano del Friuli) |

|           |           |  |
| Russo 44’ | Marcatori |  |

| Arbitro: | Ferraro (Crotone) |

|  |           |            |
|  | Marcatori | 86’ Corona |

| Arbitro: | Carrer (Conegliano Veneto) |

|                    |           |                        |
| De Simone 12’, 15’ | Marcatori | 5’ (aut.) Masciantonio |

| Arbitro: | Tonolini (Milano) |

|                              |           |            |
| Galantucci 44’ Sibilli 90+3’ | Marcatori | 44’ Folino |

| Arbitro: | Gava (Conegliano) |

|            |           |  |
| Erbini 27’ | Marcatori |  |

| Arbitro: | Ongaro (Rovigo) |

|                           |           |                             |
| Corradino 13’ Ventura 56’ | Marcatori | 45’ Giannascoli 53’ Balsamo |

| Tricase 28 aprile 2092 33ª giornata | Atletico Tricase   | 0 – 0 referto | Campobasso | Stadio Comunale San Vito\| Arbitro: \| Ciliberto (Merano) \| |
| Arbitro:                            | Ciliberto (Merano) |               |            |                                                              |

| Arbitro: | Ponzalli (Firenze) |

|             |           |                      |
| Sibilli 86’ | Marcatori | 91’ (rig.) Carnevale |

### Coppa Italia Serie C

#### Fase a gironi
| Arbitro: | Rubino (Salerno) |

|                            |           |                                     |
| Scozzafava 42’ Minadeo 69’ | Marcatori | 15’ Catenaro 60’ Ranalli 65’ Turchi |

| Arbitro: | Di Renzo (Ostia Lido) |

|                                 |           |                 |
| Villanueva 9’, 64’ Procopio 68’ | Marcatori | 45+2’, 56’Conti |

| 22 agosto 2001 3ª giornata |  | – Il Campobasso riposa |  |  |

| Arbitro: | Frezza (Roma) |

|                                          |           |  |
| Plasmati 1’, 10’ Tacchi 83’ Sgambati 88’ | Marcatori |  |

| Arbitro: | Angiuni (Oristano) |

|                        |           |  |
| Fusco 5’ Di Matteo 88’ | Marcatori |  |